# Quantico (Virgínia)
Quantico é uma cidade  localizada no estado norte-americano de Virginia, no Condado de Prince William. Ela é conhecida por sediar a principal base e centro de treinamento do Corpo de Fuzileiros Navais dos Estados Unidos (US Marine Corps) no país e é totalmente cercada pelo rio Potomac. Além da sede dos marines, Quantico também abriga as academias de treinamento do FBI e do DEA.

## Demografia
Segundo o censo norte-americano de 2000, a sua população era de 561 habitantes.
Em 2006, foi estimada uma população de 625, um aumento de 64 (11.4%).

## Geografia
De acordo com o United States Census Bureau tem uma área de 0,2 km², dos quais 0,2 km² cobertos por terra e 0,0 km² cobertos por água. Quantico localiza-se a aproximadamente 27 m acima do nível do mar.

## Localidades na vizinhança
O diagrama seguinte representa as localidades num raio de 12 km ao redor de Quantico.